# جائزة بريطانيا الكبرى للدراجات النارية 1996
جائزة بريطانيا الكبرى للدراجات النارية 1996 هو سباق دراجات نارية أقيم بتاريخ 21 يوليو 1996 في دونينجتون بارك. كان الجولة التاسعة من أصل 15 في سباق الجائزة الكبرى للدراجات النارية موسم 1996. فاز الأسترالي ميك دوهان بفئة 500 سي سي.

## وصلات خارجية
- الموقع الرسمي